# 橙斑南鰍
橙斑南鰍（學名：Schistura sertata）為輻鰭魚綱鯉形目條鰍科南鰍屬的其中一種。分布於亞洲寮國湄公河流域，體長可達5.3公分，棲息在水流緩慢、泥底質的河川底層水域，生活習性不明。

## 扩展阅读
維基物種上的相關：橙斑南鰍